# Legătură sigma

legătură σ între doi atomi : localizarea densității electronului

Legătura sigma (notată adesea cu simbolul σ) este cel mai puternic tip de legătură covalentă. Legăturile de acest tip se formează prin suprapunerea frontală între orbitali atomici. Este definită cel mai simplu pentru moleculele diatomice și este simetrică în ceea ce privește rotația liberă în jurul axei legăturii. Prin definiție, formele comune ale legăturii sigma sunt s+s, pz+pz, s+pz și dz2+dz2 (unde z reprezintă axa legăturii sau axa internucleară). Teoria cuantică indică, de asemenea, că orbitalii moleculari (OM) de simetrie identică se amestecă sau se hibridizează. Ca o consecință a hibridizării în cazul moleculelor diatomice, orbitalii moleculari s+s și pz+pz devin amestecați.